# Santiago José Celis
Santiago José Celis (Ahuachapán, alcaldía mayor de Sonsonate Capitanía General de Guatemala, 1782 - San Salvador, intendencia de San Salvador, Capitanía General de Guatemala, 1814) fue un médico salvadoreño, que participó en los movimientos por la independencia de 1811 y 1814.

## Biografía
Nació en el seno de una familia criolla. En 1802 se graduó como licenciado en Medicina en la Universidad de San Carlos de Guatemala. Se casaría con Ana Andrade Cañas, prima del prócer José Simeón Cañas. Como médico promovió la vacunación contra la viruela en la Intendencia de San Salvador. Se unió a la causa criolla de la emancipación, tuvo participación notable en el primer movimiento independentista del 5 de noviembre de 1811 en la ciudad de San Salvador.  

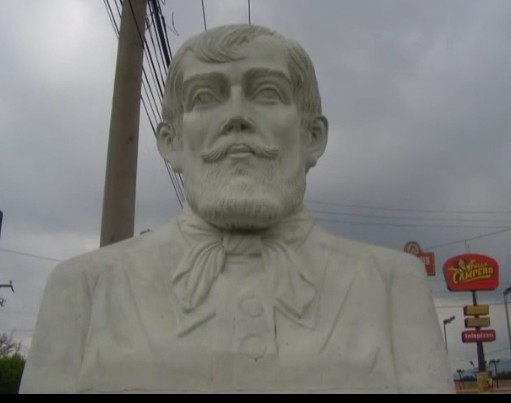
Busto de Celis en San Salvador.

Pero se distinguió, Celis, en el segundo movimiento revolucionario contra la dominación española, del 24 de enero de 1814. Dos días más tarde de fracasar dicho alzamiento, Celis fue capturado y encarcelado en el Cuartel del Fijo en San Salvador. Allí se le mantuvo recluido durante casi tres meses. Debido a las torturas que recibió en prisión, el prócer, falleció el 16 de abril de 1814.